# Hellyeah
Hellyeah es un grupo estadounidense de groove metal formado por Chad Gray y Greg Tribbett (vocalista y guitarrista de Mudvayne, respectivamente), el bajista Bob Zilla (miembro de Damageplan), Tom Maxwell (guitarrista de Nothingface) y el baterista Roy Mayorga (miembro de Stone Sour) (quien reemplazó a Vinnie Paul Abbot de las bandas Pantera y Damageplan, debido a su muerte en 2018). La idea de formar un supergrupo de estas características surgió en la gira Tattoo on Earth de 2001, aunque los compromisos con las diferentes bandas de sus miembros aplazó el proyecto hasta 2006, cuando terminó de cristalizar.
El primer álbum de la formación, homónimo, fue grabado en solo un mes y salió a la venta el 10 de abril de 2007. Debutó en la lista del Billboard 200 en el noveno puesto al vender 45.000 copias. Una semana después de salir a la venta este álbum, el bajista Jerry Montano salió de la formación debido a problemas personales dando entrada a Bob Zilla. El 13 de noviembre de 2007, la banda lanzó el DVD Below the Belt. En el 2010 la banda saca su segundo álbum de estudio llamado Stampede. Luego de que Mudvayne se tomara un receso Hellyeah volvió al estudio para grabar su tercer álbum titulado Band of Brothers el cual salió a la venta en mayo de 2012. Desde entonces, han lanzado seis álbumes de estudio más y, a partir de 2021, la banda está en pausa.

## Historia

### Formación y días anteriores
Los comienzos de Hellyeah pueden colocarse hacia 2001, cuando en la gira Tattoo on Earth grupos como Slayer, Mudvayne, Nothingface, Slipknot y Sevendust se dieron cita. En esta gira, Tom Maxwell y Chad Gray comenzaron una fuerte amistad y hablaron acerca de formar un supergrupo. Ya en 2002, Mudvayne y Nothingface llevaron a cabo una gira juntos, lo que reavivó su idea de formar un supergrupo juntos, aunque la apretada agenda de los dos músicos impidió que el proyecto se formalizase. Sin embargo, ya habían estado barajando cinco nombres que pudiesen formar parte del proyecto.
Maxwell reclutó al bajista de su banda, Jerry Montano, y al guitarrista de Mudvayne Greg Tribbett. Por su parte, el batería Chris Houk, también miembro de Nothingface, no acabó de convencer a Gray y Maxwell, por lo que fue rechazado. La reabierta búsqueda de un batería para la banda se cerró cuando Montano conoció al miembro de Pantera y Rebel Meets Rebel, Vinnie Paul Abbott, e intentó convencerle para que se uniese. Sin embargo, Paul no aceptó de inmediato, ya que la fundación de su sello discográfico Big Vin Records hizo que su tiempo fuese cada vez más escaso. Además, el asesinato de su hermano Dimebag Darrell en un tiroteo en un concierto de Damageplan hizo que se replantease su continuidad en el mundo de la música. No obstante, la insistencia de Montano hizo recapacitar a Abbott, quien acabó siendo aceptado como miembro del grupo.
No fue hasta el año 2006 cuando se formó definitivamente el grupo: mientras Mudvayne entró en un periodo de descanso, Nothingface comenzó a grabar su siguiente disco, lo que dio vía libre a Chad Gray y Tom Maxwell para centrarse definitivamente en Hellyeah.
Gray voló a Baltimore, a los estudios de grabación de Nothingface, para discutir el funcionamiento del proyecto más a fondo. La primera canción compuesta fue "Waging War", escrita en solo dos días y grabada al día siguiente. Durante el verano de 2006, los miembros de Hellyeah tuvieron la oportunidad de grabar su álbum debut debido a su mayor tiempo libre. El disco fue grabado en los estudios que posee Vinnie Paul en su casa de Arlington, Texas, dedicados a la memoria de Dimebag Darrell. La composición recayó principalmente en los guitarristas Tom Maxwell y Greg Tribbett, mientras que Paul produjo el álbum. Un mes después, el álbum estuvo terminado, y la banda comenzó a buscar un título para el disco y para la banda, hasta que algún miembro propuso el nombre actual, "Hellyeah".

### Hellyeah(2007–2008)
El primer sencillo del álbum, "You Wouldn't Known", fue distribuido por las emisoras de radio estadounidenses en febrero de 2007, y se convirtió en un éxito, mientras que la canción "Hellyeah" consiguió bastante éxito en las emisoras de radio por internet.
Hellyeah salió a la luz el 10 de abril de 2007 en el sello Epic Records, y debutó en el noveno puesto del Billboard con unas 45.000 ventas. El 8 de octubre de 2007, el álbum había alcanzado las 204.000 copias vendidas. Este disco recibió buenas críticas en general.
Como el bajista Jerry Montano dejó la banda una semana después de la edición del disco, Hellyeah comenzó a buscar un sustituto. Vinnie Paul sugirió la entrada de Bob Zilla, miembro de Damageplan y compañero de Paul en dicha banda. Aunque en un principio Zilla fue un sustituto temporal, terminó por ser el bajista oficial del grupo y salió de gira con ellos para promocionar el disco.
La banda se embarcó en una gira en mayo de 2007 para promocionar el disco llamada Fire it Up, tocó en el Download Festival y realizó una gira por Australia en julio de 2007. Antes de acabar este mes, la banda regresó a los Estados Unidos para llevar a cabo una gira con Evanescence y Korn, e hizo un concierto con Alter Bridge en San Antonio para terminar dicha gira en Washington D. C. Algunas grabaciones de esta gira, junto con vídeos de la grabación del álbum, se recopilaron en el DVD Below the Belt, que salió al mercado el 13 de noviembre de 2007.

### Stampede(2009–2010)
De acuerdo con un sitio de música Rock en línea, Hellyeah serán cabeza de cartel una gira en la primavera de 2010 con, Seether, Five Finger Death Punch, Drowning Pool y Lacuna Coil. La primera fecha es 11 de mayo de 2010 en Madison, WI.[18] También han sido confirmados para tocar en el escenario principal en el Download Festival 2010. "Cowboy Way" fue lanzado para su descarga gratuita a través de la página web de la banda el 21 de abril de 2010. El segundo sencillo fue llamado Stampede y fue lanzado el 13 de julio de 2010. Recientemente, el grupo ha confirmado que el juego Rock Star Energy Drink Alboroto Festival junto con otros artistas como: Disturbed, Avenged Sevenfold, Stone Sour y Halestorm.
Recientemente, Bobzilla tiro 2 videos con huérfanos al odio. "Cada video está dirigido por el vocalista Brandon OTRAS McBride y contará con un invitado especial por Hellyeah el bajista Bob Zilla".

### Band Of Brothers(2011–2012)
En 2011 Hellyeah terminó de grabar su nuevo álbum Band of Brothers, y estaban muy satisfechos con la producción del disco, que fue producido por Jeremy Parker, quien ha producido discos de Godsmack y Evanescence, que fue grabado en la casa del baterista Vinnie Paul. El estilo del álbum se dice que es más pesado y más metal que sus anteriores trabajos gracias a la fusión de las diferentes influencias de los miembros de la banda ( Pantera, Mudvayne, Damageplan, Nothingface ), así como un enfoque más metal. Band of Brothers se lanzó mundialmente el 17 de julio de 2012 a través Eleven Seven Music, la nueva casa de discos de la banda después de dejar Epic Records. El primer sencillo "War In Me" fue lanzado en iTunes el 3 de abril de 2012. El 8 de mayo de 2012 fue lanzado el segundo sencillo que es el que da nombre al álbum Band of Brothers.

### Cambios de alineación,Blood for BloodyUndeniable(2013–2016)
A finales de 2013, la banda publicó actualizaciones en su página de Facebook, detallando que estaban en el proceso de escribir y grabar su próximo álbum. La banda publicó algunos clips cortos que muestran algunos de los trabajos de guitarra en curso. En 2014, la banda anunció que la lista de canciones y el título de su álbum sería Blood for Blood, lanzado el 10 de junio. También se anunció que el guitarrista Greg Tribbett y el bajista Bob "Zilla" Kakaha habían dejado la banda, y pronto fueron reemplazados por Christian Brady, ex guitarrista de Magna-Fi y Überschall, y el bajista Kyle Sanders, exmiembro de Skrew, Bloodsimple y MonstrO, y hermano de Troy Sanders de [Mastodon. Hellyeah y Adrenaline Mob han anunciado algunas fechas de gira juntas. El 3 de junio, el álbum completo estuvo disponible para su transmisión a través de YouTube.
En 2015, Hellyeah lanzó el video oficial del tercer sencillo del álbum, "Hush". La canción también se utilizó para promover la campaña "No más" contra la violencia doméstica.
Slayer fue elegido para encabezar el Festival Rockstar Energy Mayhem 2015. Las bandas Hellyeah, King Diamond, The Devil Wears Prada, Thy Art Is Murder, Whitechapel, Jungle Rot, Sister Sin, Sworn In, Shattered Sun, Feed Her to the Sharks, Code Orange y Kissing Candice también participaron en el Rockstar Tour. El festival cubrió 26 paradas desde el 26 de junio hasta el 2 de agosto.
En 2016, la banda lanzó una nueva canción llamada "Human" de su quinto álbum de estudio. El álbum se tituló Undeniable y se lanzó el 3 de junio de 2016. Tom Maxwell ha declarado que se incluirán en el álbum "muchas cosas que nunca antes habían probado", llamándolo "temperamental, oscuro y aplastante". En el álbum se incluye una versión de "I Don't Care Anymore" de Phil Collins, que presenta trabajos de guitarra archivados de Dimebag Darrell grabados antes de su muerte.

## Miembros
Chad Gray – vocals (2006–presente)
Tom Maxwell – guitar (2006–presente)
Vinnie Paul † – drums (2006–2018)
Kyle Sanders – bass guitar (2014–presente)
Christian Brady – guitar (2014–presente)

## Discografía
- Hellyeah - 2007 - Epic Records
- Stampede - 2010 - Epic Records
- Band of Brothers - 2012 - Eleven Seven Records
- Blood for Blood - 2014 - Eleven Seven Records
- Unden!able - 2016 - Eleven Seven Records
- Welcome Home - 2019 - Eleven Seven Records